# 에코프로비엠
에코프로비엠(영어: ECOPRO BM)은 대한민국의 축전지 제조업체이다.

## 역사
- 2016년 - 회사설립
- 2017년 - 공장준공
- 2019년 - 기업공개
- 2024년 - 코스피로 이전상장할 계획발표[1]
- 2025년 - 코스피 이전상장 계획 철회[2]

## 사건
- 2022년 1월 21일 : 에코프로비엠 청주 공장 화재로 인해 직원 1명 사망

## 같이 보기
- 에코프로